# The Jon Spencer Blues Explosion
La Jon Spencer Blues Explosion, nota anche come Blues Explosion e spesso abbreviato in JSBX, è un gruppo musicale punk blues e noise rock di New York, composta da Jon Spencer (voce, chitarra), Judah Bauer (chitarra) e Russell Simins (batteria).

## Stile
Il loro sound "esplosivo", grezzo e perfettamente riconoscibile, combina elementi noise rock, rock and roll, blues, soul, funk, rockabilly e rap ma viene generalmente definito come punk blues.
Spencer utilizza spesso, sia in studio che dal vivo, un theremin.

## Storia

### Esordi di Jon Spencer e primo nucleo con i Pussy Galore (1984-1989)
Nel 1984 Jon Spencer studia arti visive alla Brown University e forma un gruppo chiamato Shithaus, che tuttavia avrà vita breve, dal momento che produrrà solo una demo. Inizia così l'attività di videomaker, dirigendo e interpretando alcuni cortometraggi. Nella primavera del 1985 Jon assiste a un concerto dei The Jesus and Mary Chain a Washington, dove incontra Cristina Martinez, con cui va a vivere insieme poco dopo.
Lasciata l'università, decide di impegnarsi totalmente nella musica formando un gruppo insieme a Julia Caftriz (chitarra) e John Hammil (batteria). Il nome scelto dal gruppo è Pussy Galore.
Judah Bauer per alcuni anni è nella line-up dei The Spitters, mentre Russell Simins registra del materiale con i Crowbar Massage.
Dopo la pubblicazione di Dial M For Motherfucker, Jon Spencer fonda un nuovo gruppo con Cristina Martinez, i Boss Hog. Verso la fine degli anni ottanta entrambi vanno in tour con i Gibson Bros. Successivamente Jon torna a New York e si unisce agli Honeymoon Killers, con cui registra un album.

### Primi anni dei Jon Spencer Blues Explosion (1990-1992)
Con il blues nelle orecchie forma nel 1990 a New York un nuovo gruppo insieme a Russell Simins (batterista degli Honeymoon Killers) e Judah Bauer. Il trio viene contattato da Mark Kramer e registra nel luglio 1991 una serie di 45 giri che verranno raccolti nel CD Jokebox Explosion Rockin' Mid-90s Punkers! (2007).
Il sound dei Jon Spencer Blues Explosion è però completamente diverso da quello dei Pussy Galore: Jon si concentra sullo studio del theremin e sull'uso di chitarre.
Il gruppo produce anche A Reverse Willie Horton, un album non ufficiale uscito in sole 500 copie.
Tra il novembre e il dicembre del 1991, il gruppo lavora con Kramer e Steve Albini a Hoboken, dove viene registrato The Jon Spencer Blues Explosion, "self-titled" album d'esordio del gruppo. 
Nel 1992 viene pubblicato il disco e basta un tour di supporto ai Jesus Lizard per decretare il successo del gruppo, che concorda con la Matador Records la distribuzione del disco negli Stati Uniti. L'europea Crypt, invece, pubblica una versione alternativa intitolata Crypt Style e contenente anche una serie di brani registrati dalla JSBX insieme a Kramer e Steve Albini.

### Il successo (1992-1999)
Durante i lunghi tour in giro per gli Stati Uniti, il gruppo tra novembre e dicembre 1992 si ferma a Memphis, dove registra il secondo album. Si tratta di Extra Width, pubblicato nel giugno 1993. Afro viene pubblicato come 7" e ne viene prodotto anche un video diretto da Tom Surgal. Viene poi messo sul mercato anche Mo' Width (luglio 1994), ristampa di Extra Width arricchita di un altro CD contenente brani inediti.
Tra il 1993 e il 1994 la band tiene qualche apparizione televisiva e partecipa a diversi festival.
Il disco della maturità è però Orange. Registrato presso il Waterworks di New York con Jim Waters, il disco viene pubblicato nell'ottobre 1994. 
Nel frattempo Jon Spencer incide il secondo album con i Boss Hog e partecipa ad alcune date del tour di Beck. I JSBX dal vivo, tra l'altro, suonano con i Beastie Boys e con i The Roots nel Regno Unito.
Nel maggio 1995 viene pubblicato Experimental Remixes, un album di remix tratti da Orange a cui partecipano Beck, Unkle, Moby, Mike D e altri artisti.
La band collabora poi con R. L. Burnside nel disco A Ass Pocket of Whiskey (1996), album registrato nel Mississippi nel febbraio '96.
Il successo ottenuto con Extra Width e Orange porta il gruppo a lasciare la produzione indipendente per firmare con una major, ossia con la Mute Records. L'album successivo è Now I Got Worry. Prodotto da Jon Spencer e Jim Waters e registrato tra Memphis, Los Angeles e Tucson nel febbraio 1996, l'album è pubblicato dalla Mute Records nel mese di ottobre. Vi partecipano Thermos Malling (Doo Rag), Rufus Thomas e Money Mark. Il disco, trainato dal singolo 2Kindsa Love (video di Mike Mills), risulta un successo. Viene poi anche prodotto il video per Wail, diretto da "Weird Al" Yankovic.
Nel maggio 1997 viene pubblicato un album live intitolato Controversial Negro (titolo ispirato alla canzone Burn Hollywood Burn dei Public Enemy). Contestualmente il gruppo registra un brano per la K Records intitolato Blues Explosion Attack e inserito nella compilation Selector Dub Narcotic (maggio 1998).
Il gruppo inoltre registra con Dan the Automator la cover di Dr. John Right Place, Wrong Time inserita nella colonna sonora del film Scream 2.
Dopo un interminabile tour, Spencer si sposta a Chicago per produrre Acme (pubblicato nell'ottobre 1998), disco caratterizzato da un suono più vicino all'hip hop in cui, sia alla voce che agli strumenti (piano, synth), viene fatto posto a diversi ospiti. Judah Bauer, inoltre, accusa dei problemi di salute dovuti ad attacchi di panico. L'album vende ma non convince. Dopo il singolo Talk About the Blues, viene pubblicato il video dello stesso brano (diretto da Evan Bernard), in cui gli attori Winona Ryder, Giovanni Ribisi e John C. Reilly interpretano i tre componenti del gruppo.
Poco dopo Spencer registra e pubblica quello che sarà l'ultimo album con i Boss Hug, ossia Girl Positive Plus. Nel settembre 1999 il gruppo pubblica un album collaborativo intitolato Sideways Soul e realizzato insieme ai Dub Narcotic Sound System. Vengono anche pubblicate delle riedizioni di Acme chiamate Acme + (nel Regno Unito) e Xtra Acme USA (negli Stati Uniti).

### Primi anni 2000
Dopo tanta sperimentazione, Spencer & Co. fanno un passo indietro con Plastic Fang. L'album, prodotto da Steve Jordan e registrato a Oorong, viene pubblicato nell'aprile 2002. Trainato dal singolo She Said (video girato da Floria Sigismondi), il disco viene apprezzato da pubblico e critica. Ne vengono pubblicate diverse edizioni, a cui partecipano, tra gli altri, artisti come Dr. John, Elliott Smith, Bernie Worrell e altri.
Dopo un altro infinito tour, i JSBX tornano a New York per registrare Damage (Sanctuary Records). In questo disco il nome del gruppo si abbrevia in Blues Explosion. L'album è stato registrato tra il dicembre 2003 e l'aprile 2004 a New York. Tra i credits del disco, per quanto riguarda produzione e missaggio, compaiono in nomi di Dan the Automator, DJ Shadow, Steve Jordan, David Holmes e altri; mentre per il lato artistico la band si avvale della collaborazione di Chuck D, Martina Topley-Bird, James Chance, DJ Shadow e Simon Chardiet.
L'album è stato pubblicato nel settembre 2004. Il singolo Burn It Off viene accompagnato da un video diretto da Stylewar. In novembre viene pubblicato anche il singolo Hot Gossip, seguito da Crunchy (aprile 2005).
Tra l'agosto 2004 e il maggio 2005 la band intraprende un lungo tour che tocca Europa, Stati Uniti, Giappone (otto date con i The Kills), Australia e nuovamente Europa (con i The Hives). Nello stesso periodo in Giappone viene pubblicato un EP intitolato Snack Cracker.

### Periodo di pausa e pubblicazione di raccolte (2005-2010)
Deluso dalla piega degli eventi, Jon Spencer approfondisce la sua amicizia con Matt Verta-Ray (ex Madder Rose e leader dei Speedball Baby) e forma con lui il duo Heavy Trash, che registra un disco omonimo nel 2005. Il progetto di Spencer con Verna-Ray dura diversi anni e viene quindi temporaneamente accantonato quello di Jon con i suoi Blues Explosion.
Viene nel frattempo pubblicata una serie di raccolte e compilation dei Blues Explosion, fino all'antologia Dirty Shirt Rock 'n' Roll: The First Ten Years (2009) che raccoglie rarità ed inediti dei primi dieci anni di attività del gruppo (dal 1992 al 2002). Vi partecipa anche Beck nel remix di Flavor. La band però non smette di esibirsi dal vivo, proponendo diverse performance in televisione e dal vivo in mezzo mondo.
Inoltre Bauer collabora con Cat Power, mentre Simins partecipa al progetto Men Without Pants in coppia con Dan the Automator dei Gorillaz.

### Anni 2010
Nel settembre 2012, a otto anni di distanza dall'ultimo lavoro ufficiale in studio, viene pubblicato l'album Meat+Bone. La formazione dei JSBX si immerge nel punk riunita nello schieramento tipo (Spencer, Bauer e Simins) senza ospitate. 
La produzione del disco è affidata allo stesso Jon Spencer, che si diletta tra rock and roll, funky e tanta energia.
Il 24 marzo 2015 il gruppo pubblica un nuovo lavoro: Freedom Tower - No Wave Dance Party 2015.

## Discografia

### Album in studio
- 1991 - A Reverse Willie Horton (Public Pop Can)
- 1992 - Crypt Style (Crypt Records)
- 1992 - The Jon Spencer Blues Explosion (Caroline Records)
- 1993 - Extra Width (Matador/Mute/Au Go Go)
- 1994 - Orange (Matador/Mute/Au Go Go/Crypt/Toy's Factory)
- 1994 - Mo' Width (Au Go Go)
- 1996 - Now I Got Worry (Matador/Capitol/Mute/Au Go Go/Toy's Factory)
- 1998 - Acme (Matador/Capitol)
- 1999 - Sideways Soul: Dub Narcotic Sound System Meets The Jon Spencer Blues Explosion In A Dancehall Style (con i Dub Narcotic Sound System)
- 2002 - Plastic Fang (Matador)
- 2004 - Damage (Sanctuary Records) (come Blues Explosion; feat. Martina Topley-Bird & Chuck D, con la produzione di Steve Jordan, Jay Braun, Dan the Automator, David Holmes & DJ Shadow)
- 2012 - Meat+Bone (Bronze Rat)
- 2015 - Freedom Tower - No Wave Dance Party 2015 (Bronze Rat)

### Album dal vivo
- 1997 - Controversial Negro (live promo)

### Singoli ed EP
- 1997 - Rocketship (7")
- 2002 - Fang Plastique (EP, solo in Giappone)
- 2005 - Snack Cracker (EP, solo in Giappone)

### Raccolte
- 1994 - Mo' Width (raccolta di rarità)
- 1995 - Experimental Remixes (raccolta di remix di Orange)
- 2007 - Jukebox Explosion Rockin' Mid-90s Punkers
- 2010 - Dirty Shirt Rock 'n' Roll: The First Ten Years

## Videografia
- 2002 - Fang Visual (DVD)